# Puy du Pas Roubinous
Le puy du Pas Roubinous est un sommet du massif du Pelat dans les Alpes du Sud françaises, situé entre les Alpes-de-Haute-Provence et les Alpes-Maritimes. Ce sommet culmine à 2 516 mètres d'altitude et domine à l'est la vallée du Var, à l'ouest le ravin de Bressenge, alimentant la Lance qui se jette dans le Verdon, et au sud le ravin des Pasqueires, alimentant le Coulomp lequel se joint ensuite au Var. Le puy sert de limite à trois communes : Saint-Martin-d'Entraunes dans les Alpes-Maritimes, Colmars et Castellet-lès-Sausses dans les Alpes-de-Haute-Provence. 
Le sommet tire son nom du pas Robinous où affleurent des marnes grises appelées « roubines ».